# کمپین فیلادلفیا
کمپین فیلادلفیا (انگلیسی: Philadelphia campaign) که در سال (۱۷۷۷-۱۷۷۸) شکل گرفت در حقیقت یک ابتکار عمل انگلیسی در زمان جنگ انقلاب آمریکا برای به دست آوردن کنترل فیلادلفیا، پنسیلوانیا بود، ژنرال بریتانیایی ویلیام هاو پس از تلاش ناموفق در جلب ارتش قاره‌ای نبردی را در شمال نیو جرسی علیه جرج واشنگتن آغاز کرد.